# 若夫塔河

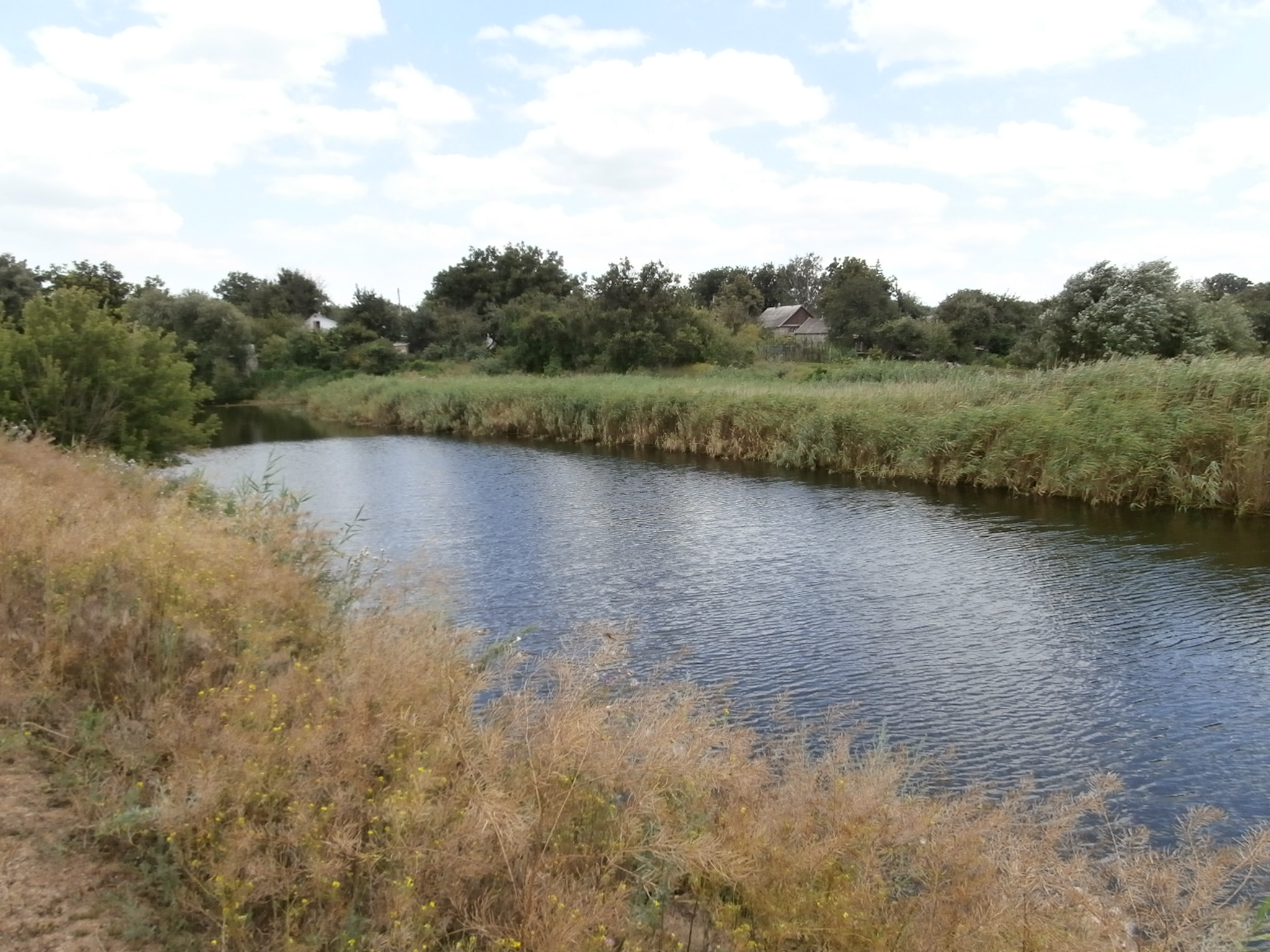

若夫塔河（烏克蘭語：Жовта），是位於烏克蘭中部的河流，屬於因古列茨河的支流。該河發源自米哈伊利夫卡，流經第聶伯羅彼得羅夫斯克州和基洛夫格勒州，河道全長58公里，流域面積490平方公里。